# Дамчаагийн Дэмбэрэл
Дамчаагийн Дэмбэрэл (монг. Дамчаагийн Дэмбэрэл; 1903, сомон Зуунбурэн, аймака Сэлэнгэ — 1939, Монголия) — монгольский военный, лётчик, полковник Монгольской народной армии. Один из первых пилотов Монгольской Народной Республики. Герой Монгольской Народной Республики (1936).

## Биография
Сын пастуха. Рано осиротел. Работал с 10 лет на местных богачей, чтобы накормить своих братьев и сестёр.
В 1921 году вступил в Монгольскую Народную армию, участвовал в освобождении столицы.
В 1924 году направлен в бронетанковые силы республики водителем бронетранспортёра, был командиром боевой машины.
С 1929 по 1932 год учился в авиационном техникуме в Перми (СССР), получил профессию авиастроителя. Занимался внедрением новых типов авиаоборудования, организацией военно-воздушных сил и подготовкой национальных авиационных пилотов, техников и специалистов. В 1933 году окончил лётную школу в Улан-Баторе.
В Народных военно-воздушных силах Монголии прошёл путь от рядового пилота до командира авиационной эскадрильи.
В 1935—1936 годах — участник боевых действий против Японии и Маньчжурии на восточной границе МНР. В качестве пилота в воздушных боях уничтожил несколько японских самолётов, активно участвовал в поддержке с воздуха частей народной армии, воздушной разведке и бомбардировке позиций противника. Весной 1936 года, когда японские милитаристы перешли границу МНР крупными моторизованными силами, в бою в районах Булан-Дерс и Адаг-Дулаан Дамчаагийн Дэмбэрэл в одиночку сражался с тремя вражескими самолетами, сбил один, погнался за двумя другими и посадил свой самолет с 29 пулевыми повреждениями.
За проявленный героизм и мужество в пограничном конфликте с японцами решением Президиума Великого Народного хурала от 7 апреля 1936 года он был удостоен одним из первых в МНР звания Герой Монгольской Народной Республики.

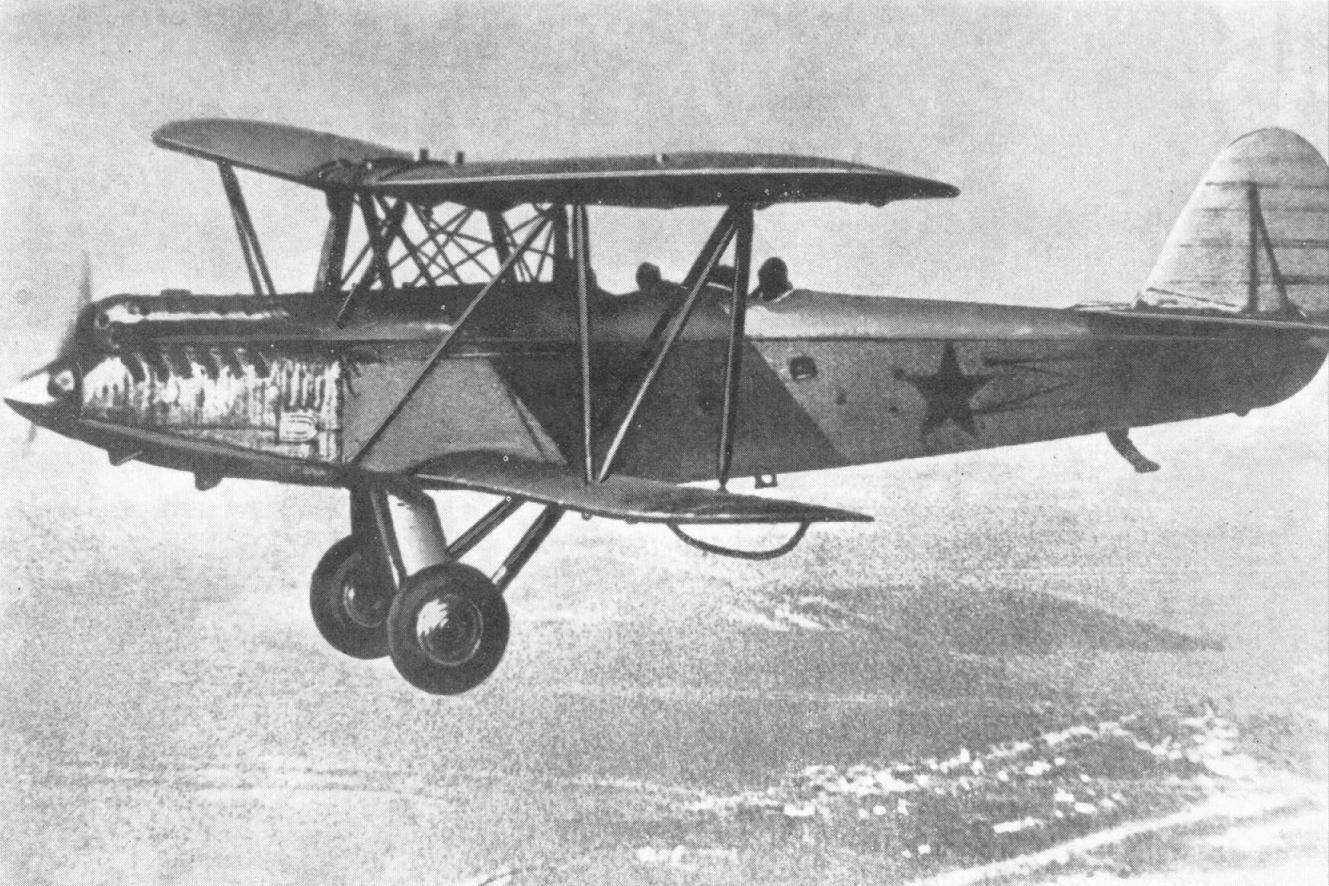
Бомбардировщик Поликарпова Р-5

Летал на самолёте-разведчике и лёгком бомбардировщике Поликарпова Р-5
В конце 1937 года во время Репрессий в Монгольской Народной Республике, когда он работал директором авиационной школы в Баянтумене, по ложному обвинению был арестован и осуждён в марте 1938 года. Умер в местах лишения свободы.
Посмертно реабилитирован в феврале 1962 года.

## Награды
- Герой Монгольской Народной Республики (1936)
- Орден Красного Знамени (Монголия)